# Pākehā
Pākehā (o Pakeha) és el terme generalment emprat per designar els neozelandesos d'origen anglosaxó o europeu, però certs Maoris el fan servir per designar tothom no maori. Aquest terme va ser emprat per primera vegada poc després de l'arribada de colons europeus a Nova Zelanda al final del segle XVIII.
En llengua maori, el plural de Pākehā és Pākehā, ja que els pronoms i els articles definits en maori indiquen el plural. Quan aquest terme va ser adoptat en anglès neozelandès, el plural va esdevenir Pakehas (sense màcron), però la forma maori és avui utilitzada cada vegada més en l'anglès neozelandès.

## Orígens de la paraula
L'origen exacte de la paraula Pākehā és desconeguda, encara que deriva probablement de pakehakeha (dels pescadors mítics per a certes iwi maories) i/o de pakepakeha (éssers humanoïdes mítics, de pell pàl·lida i cabells pàl·lids o vermells)

### Errors freqüents
Se sent de vegades, falsament, les interpretacions següents pel que fa al terme Pākehā:
- Es tractaria d'una adaptació māori de l'insult bugger off en anglès) ;
- La paraula vindria de poaka (« porc » en māori) i de keha (« puça »), amb clares indirectes pejoratives. Els estudis lingüístics i etimològics permeten dubtar fortament d'aquesta teoria. āPuruhi és un terme més corrent per a una puça, i la paraula poaka ve del proto-polinesi puaka (coneguda en totes les llengües polinesiques), aquests animals van ser introduïts a Nova Zelanda pels colons britànics.[4]

## Sentit
El Concise Māori Dictionary (Reed/Kāretu, 1990) va definir així el terme Pākehā: "estranger (generalment una persona blanca)", mentre el diccionari anglo-māori / māori-anglès de Briggs (1990) va definir un Pākehā com "una persona blanca".
Altres termes per designar un Pākehā són "europeu de Nova Zelanda", "neozelandès europeu" i de vegades "Caucasian New Zealanders" o "Blancs neozelandesos".
Alguns dels primers colons europeus van viure en el si de comunitats māori i els deien Pākehā Māori.

## Acceptació de la paraula
Les actituds dels Pākehā davant d'aquest terme varien. Alguns el fan servir amb orgull per designar la seva identitat neozelandesa, per oposició a la identitat europea dels seus avantpassats. D'altres s'oposen a aquest ús, i sostenen que el terme Pākehā és insultant, ja que insinuaria que les persones blanques a Nova Zelanda serien estrangers, tot i que no és equiparable al terme japonès gaijin. D'altres rebutgen tota diferenciació ètnica i prefereixen emprar el terme "Neozelandès" per a tot habitant de Nova Zelanda.
La historiadora Judith Binney es descriu ella mateixa com una Pākehā i explica: "Penso que es tracta del terme més simple i el més pràctic. És el nom que donen els māori. No té sobreentesos pejoratius, malgrat el que en pensen alguns; es tracta d'un terme descriptiu. "
L'historiador Michael King es descriu també com un Pākehā, a la seva autobiografia Being Pakeha Now (1999).

## Identitat cultural
Bon nombre de Pākehā no perceben fàcilment l'existència d'una cultura pākehā. Mentre que la cultura māori està ben reconeguda, la dels Pākehā tendeix a no distingir-se de la cultura neozelandesa en un ampli sentit.
Els aspectes més recognoscibles de la cultura pākehā són sovint etiquetats "Kiwiana". La cultura neozelandesa inclou elements māori, pākehā però igualment (i més recentment) de tot el món.
Michael King discuteix aquest concepte en el seu Being Pakeha Now.